# Играющие дети (картина)
«Играющие дети» (фин. Leikkiviä lapsia) — картина Ээро Ярнефельта, написанная в 1895 году.
Впервые была экспонирована в 1898 году в Санкт-Петербурге в Музее А. Л. Штиглица. В 1903 году была приобретена в коллекцию музея Атенеум в Гельсингфорсе.

## Оценки
Картина принадлежит к основополагающим работам финского романтического национализма. В то же время высказывалось мнение, что «Играющие дети» — единственная работа Ярнефельта, в которой он в полной мере отдаёт дань символизму. Согласно Г. Стренгеллю, именно эта картина наилучшим образом показывает мастерство Ярнефельта-рисовальщика и заставляет видеть в его творчестве влияние Эдгара Дега. Другие специалисты видят в «Играющих детях» влияние Магнуса Энкеля и обращают внимание на аллегорический характер полотна, изображающего в образе детей Адама и Еву, то есть мечту о золотом детстве человечества. Искусствовед К. Г. Лаурин особо отмечает способность Ярнефельта изобразить голых подростков в совершенно невинном ключе.